# Wet van Haeckel

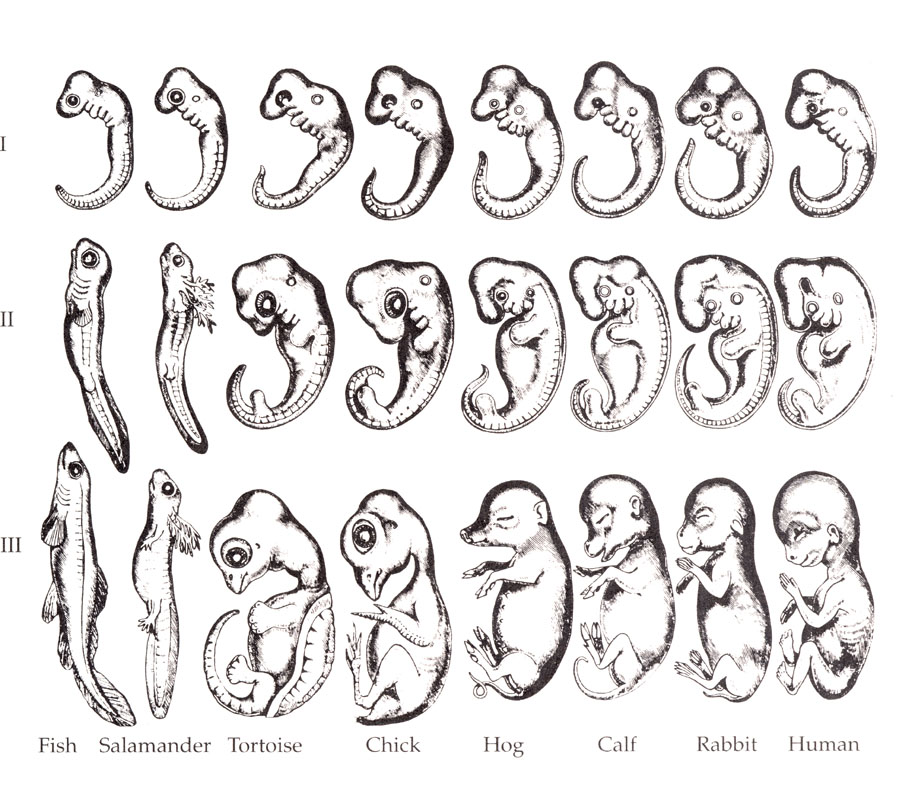
Tekeningen van embryo's door Ernst Haeckel

De wet van Haeckel, biogenetische grondwet, recapitulatietheorie of embryologisch parallellisme is de hypothese dat de ontwikkeling van een organisme van een bepaalde soort een herhaling is van evolutionaire ontwikkeling van die soort. Haeckel formuleerde zijn theorie als volgt: de ontogenie is een herhaling van de fylogenie. Ontogenese is de groei (verandering in omvang) en ontwikkeling (verandering in vorm) van een organisme. Fylogenie is de evolutionaire geschiedenis van een soort of andere groep van organismen.